# Monza is My Destiny
Monza is My Destiny è un singolo del cantante e musicista italiano Giorgio Vanni e del musicista italiano Max Longhi, pubblicato da RTI S.p.A. il 29 marzo 2023. Il singolo è il primo del cantante a essere firmato col socio e il suo ventiduesimo.

## Descrizione
Monza is My Destiny è l'inno del settore giovanile AC Monza. Il brano è una rivisitazione di What's my Destiny Dragon Ball, sigla dell'anime Dragon Ball Z e prodotta sempre dai due musicisti con Alessandra Valeri Manera, che anche in quest'occasione ha scritto il testo.
A inizio canzone, il testo riprende il motto del presidente dell'associazione Paolo Berlusconi "Chi ci crede combatte, chi ci crede supera tutti gli ostacoli, chi ci crede vince”. Il brano è stato eseguito per la prima volta live – nel giorno di pubblicazione del singolo – in occasione di Monza – Lazio all’U-Power Stadium.

## Tracce
Download digitale
Edizioni musicali Lova Music S.r.l. e RTI S.p.A..
1. Monza is My Destiny – 2:14 (testo: Alessandra Valeri Manera – musica: Max Longhi e Giorgio Vanni)

## Formazione
- Giorgio Vanni – voce
- Max Longhi – tastiere e programmazione
- Nick Lamberti – batteria

#### Produzione
- Max Longhi – produzione e arrangiamento per Lova Music, registrazione e missaggio presso Keypirinha Digital, Lesmo (MB)
- Daniele "Daniel Tek" Cuccione – registrazione presso Keypirinha Digital, Lesmo (MB)
- Simone Coen – registrazione presso Riverplant Studio, Monza
- Marco D’Agostino – mastering presso 96khz Mastering Studio, Milano

## Video musicale
Nel giorno dell'uscita del singolo è stato pubblicato anche un video sul canale YouTube dell'AC Monza. Il video è stato realizzato con la partecipazione di calciatori e calciatrici del settore giovanile.

### Produzione
- Socialidea – realizzazione video